# 1. Tennis-Bundesliga (Herren) 2010
In der 39. Saison der Tennis-Bundesliga der Herren wurde 2010 die Mannschaft von TK Grün-Weiss Mannheim Deutscher Meister.

## Spieltage und Mannschaften
| Spieltage                                    |
| -------------------------------------------- |
| 1. Spieltag: Fr., 2. Juli 2010, 13:00 Uhr    |
| 2. Spieltag: So., 4. Juli 2010, 11:00 Uhr    |
| 3. Spieltag: So., 11. Juli 2010, 11:00 Uhr   |
| 4. Spieltag: So., 18. Juli 2010, 11:00 Uhr   |
| 5. Spieltag: Fr., 23. Juli 2010, 13:00 Uhr   |
| 6. Spieltag: So., 25. Juli 2010, 11:00 Uhr   |
| 7. Spieltag: So., 1. August 2010, 11:00 Uhr  |
| 8. Spieltag: So., 8. August 2010, 11:00 Uhr  |
| 7. Spieltag: So., 15. August 2010, 11:00 Uhr |

| Mannschaften               |
| -------------------------- |
| 1. FC Nürnberg             |
| Erfurter TC Rot-Weiß       |
| ETuF Essen (zurückgezogen) |
| HTC Blau-Weiß Krefeld      |
| Kurhaus Lambertz Aachen    |
| Rochusclub Düsseldorf      |
| TC Amberg am Schanzl       |
| TC Blau-Weiss Halle        |
| TC Blau-Weiss Neuss        |
| TK Grün-Weiss Mannheim     |

## Abschlusstabelle
|     | Mannschaft                  | Begegnungen | Punkte | Matches | Sätze | Spiele  |
| --- | --------------------------- | ----------- | ------ | ------- | ----- | ------- |
| 01. | TK Grün-Weiss Mannheim      | 8           | 14:2   | 31:17   | 68:40 | 509:428 |
| 02. | TC Blau-Weiss Halle         | 8           | 13:3   | 37:11   | 76:38 | 528:444 |
| 03. | Rochusclub Düsseldorf       | 8           | 10:6   | 29:19   | 67:40 | 499:378 |
| 04. | Kurhaus Lambertz Aachen (M) | 8           | 10:6   | 29:19   | 65:45 | 488:405 |
| 05. | TC Blau-Weiss Neuss         | 8           | 08:8   | 27:21   | 64:51 | 477:431 |
| 06. | Erfurter TC Rot-Weiß (N)    | 8           | 08:8   | 24:24   | 55:56 | 481:473 |
| 07. | 1. FC Nürnberg (N)          | 8           | 04:12  | 15:33   | 40:73 | 414:519 |
| 08. | TC Amberg am Schanzl        | 8           | 04:12  | 15:33   | 34:73 | 370:523 |
| 09. | HTC Blau-Weiß Krefeld       | 8           | 01:15  | 09:39   | 29:82 | 364:529 |
| 10. | ETuF Essen (zurückgezogen)  |             |        |         |       |         |

|                      |                                                                |
| Zum Saisonende 2009: |                                                                |
| (M)                  | Meister, Meister in der Vorsaison                              |
| (N)                  | Neuling, Aufsteiger aus der 2. Tennis-Bundesliga (Herren) 2009 |

| Zum Saisonende 2010:                                        |
| Meister Absteiger in die 2. Tennis-Bundesliga (Herren) 2011 |

## Mannschaftskader
| Pos. | Name             |
| ---- | ---------------- |
| 1    | Andreas Seppi    |
| 2    | Fabio Fognini    |
| 3    | Dieter Kindlmann |
| 4    | Lamine Ouahab    |
| 5    | Sebastián Decoud |
| 6    | Francesco Aldi   |
| 7    | Andrej Martin    |
| 8    | Robin Vik        |
| 9    | Jan Mertl        |
| 10   | Sergio Roitman   |
| 11   | Alexander Flock  |
| 12   | Marek Semjan     |
| 13   | Patrik Brydolf   |
| 14   | Tobias Blomgren  |
| 15   | Daniel Uhlig     |
| 16   | Philipp Dittmer  |

| Pos. | Name                   |
| ---- | ---------------------- |
| 1    | Victor Hănescu         |
| 2    | Horacio Zeballos       |
| 3    | Łukasz Kubot           |
| 4    | Édouard Roger-Vasselin |
| 5    | Jan Hernych            |
| 6    | Dominik Hrbatý         |
| 7    | Ivo Minář              |
| 8    | Marco Mirnegg          |
| 9    | Younes El Aynaoui      |
| 10   | Bohdan Ulihrach        |
| 11   | Oliver Marach          |
| 12   | František Čermák       |
| 13   | Leoš Friedl            |
| 14   | Gergely Kisgyörgy      |
| 15   | Georg Matschke         |
| 16   |                        |

| Pos. | Name                   |
| ---- | ---------------------- |
| 1    | Filippo Volandri       |
| 2    | Brian Dabul            |
| 3    | Laurent Recouderc      |
| 4    | Antonio Veić           |
| 5    | Diego Junqueira        |
| 6    | Íñigo Cervantes Huegun |
| 7    | Juan-Martín Aranguren  |
| 8    | Alberto Brizzi         |
| 9    | Nicolas Devilder       |
| 10   | Franco Ferreiro        |
| 11   | Dennis van Scheppingen |
| 12   | Eric Kuijlen           |
| 13   | Sven André             |
| 14   | Pascal Wilkat          |
| 15   |                        |
| 16   |                        |

| Pos. | Name                  |
| ---- | --------------------- |
| 1    | Philipp Kohlschreiber |
| 2    | Philipp Petzschner    |
| 3    | Pablo Cuevas          |
| 4    | Florian Mayer         |
| 5    | Simon Greul           |
| 6    | Rainer Schüttler      |
| 7    | Daniel Brands         |
| 8    | Steve Darcis          |
| 9    | Simone Bolelli        |
| 10   | Jiří Vaněk            |
| 11   | Ruben Bemelmans       |
| 12   | Dominik Meffert       |
| 13   | Jaan-Frederik Brunken |
| 14   | Michal Mertiňák       |
| 15   | Jaroslav Levinský     |
| 16   | Leif Berger           |

| Pos. | Name                     |
| ---- | ------------------------ |
| 1    | Albert Montañés          |
| 2    | Guillermo García López   |
| 3    | Juan Ignacio Chela       |
| 4    | Jérémy Chardy            |
| 5    | Jewgeni Koroljow         |
| 6    | Andreas Beck             |
| 7    | Teimuras Gabaschwili     |
| 8    | Pere Riba                |
| 9    | Dustin Brown             |
| 10   | Daniel Köllerer          |
| 11   | Pablo Andújar            |
| 12   | Mischa Zverev            |
| 13   | Martín Vassallo Argüello |
| 14   | Fabrice Santoro          |
| 15   | Hermann Gertmann         |
| 16   | Moritz von Arnim         |

| Pos. | Name                 |
| ---- | -------------------- |
| 1    | Kristof Vliegen      |
| 2    | Jan Hájek            |
| 3    | Lukáš Rosol          |
| 4    | Jiří Novák           |
| 5    | Armin Sandbichler    |
| 6    | Alexandre Folie      |
| 7    | Michal Tabara        |
| 8    | Karel Tříska         |
| 9    | Michal Navrátil      |
| 10   | Robin Štork          |
| 11   | Sebastian Wagner     |
| 12   | Gaëtan de Lovinfosse |
| 13   | Andreas Leipert      |
| 14   | Albert Wagner        |
| 15   | Jan Mašík            |
| 16   | Michael Bogner       |

| Pos. | Name                  |
| ---- | --------------------- |
| 1    | Viktor Troicki        |
| 2    | Florent Serra         |
| 3    | Jarkko Nieminen       |
| 4    | Peter Luczak          |
| 5    | Marcel Granollers     |
| 6    | Arnaud Clément        |
| 7    | Óscar Hernández       |
| 8    | Santiago Ventura      |
| 9    | Marc Gicquel          |
| 10   | Rubén Ramírez Hidalgo |
| 11   | Nicolas Kiefer        |
| 12   | Raemon Sluiter        |
| 13   | Pablo Santos González |
| 14   | Christopher Kas       |
| 15   | Lynn Max Kempen       |
| 16   |                       |

| Pos. | Name                  |
| ---- | --------------------- |
| 1    | Potito Starace        |
| 2    | Marco Chiudinelli     |
| 3    | Máximo González       |
| 4    | Daniel Gimeno Traver  |
| 5    | Paolo Lorenzi         |
| 6    | Robin Haase           |
| 7    | Rui Machado           |
| 8    | Tobias Kamke          |
| 9    | Julian Reister        |
| 10   | Albert Ramos Viñolas  |
| 11   | Andreas Haider-Maurer |
| 12   | Flavio Cipolla        |
| 13   | Jesse Huta Galung     |
| 14   | Bastian Trinker       |
| 15   | Max Hertl             |
| 16   | Sebastian Jasyk       |

| Pos. | Name                 |
| ---- | -------------------- |
| 1    | Jürgen Melzer        |
| 2    | Janko Tipsarević     |
| 3    | Benjamin Becker      |
| 4    | Serhij Stachowskyj   |
| 5    | Björn Phau           |
| 6    | Stefan Koubek        |
| 7    | Juan Pablo Brzezicki |
| 8    | Alexander Peya       |
| 9    | Denis Gremelmayr     |
| 10   | Simon Stadler        |
| 11   | Lars Pörschke        |
| 12   | Marc López           |
| 13   | Marcello Craca       |
| 14   | Daniel Steinbrenner  |
| 15   |                      |
| 16   |                      |

## Ergebnisse
Spielfreie Begegnungen werden nicht gelistet.
| Datum/Uhrzeit              | Heimmannschaft          | Gastmannschaft          | Matches | Sätze | Spiele |
| -------------------------- | ----------------------- | ----------------------- | ------- | ----- | ------ |
| Fr., 2. Juli, 13:00 Uhr    | TC Blau-Weiß Halle      | TC Blau-Weiß Neuss      | 4:2     | 8:7   | 62:66  |
| Fr., 2. Juli, 13:00 Uhr    | Kurhaus Lambertz Aachen | HTC Blau-Weiß Krefeld   | 5:1     | 010:3 | 061:38 |
| Fr., 2. Juli, 13:00 Uhr    | TK Grün-Weiss Mannheim  | TC Amberg am Schanzl    | 4:2     | 09:4  | 065:46 |
| Fr., 2. Juli, 13:00 Uhr    | 1. FC Nürnberg          | Erfurter TC Rot-Weiß    | 2:4     | 06:9  | 058:62 |
| So., 4. Juli, 11:00 Uhr    | TK Grün-Weiss Mannheim  | TC Blau-Weiß Halle      | 0:6     | 01:12 | 042:74 |
| So., 4. Juli, 11:00 Uhr    | Erfurter TC Rot-Weiß    | Rochusclub Düsseldorf   | 2:4     | 04:9  | 049:61 |
| So., 4. Juli, 11:00 Uhr    | TC Amberg am Schanzl    | Kurhaus Lambertz Aachen | 1:5     | 02:11 | 044:74 |
| So., 4. Juli, 11:00 Uhr    | TC Blau-Weiß Neuss      | 1. FC Nürnberg          | 5:1     | 010:3 | 063:40 |
| So., 11. Juli, 11:00 Uhr   | Rochusclub Düsseldorf   | TC Amberg am Schanzl    | 6:0     | 012:0 | 073:23 |
| So., 11. Juli, 11:00 Uhr   | Erfurter TC Rot-Weiß    | TK Grün-Weiss Mannheim  | 1:5     | 04:11 | 060:77 |
| So., 11. Juli, 11:00 Uhr   | HTC Blau-Weiß Krefeld   | TC Blau-Weiß Neuss      | 3:3     | 07:8  | 052:61 |
| So., 11. Juli, 11:00 Uhr   | TC Blau-Weiß Halle      | 1. FC Nürnberg          | 6:0     | 012:4 | 074:53 |
| So., 18. Juli, 11:00 Uhr   | Kurhaus Lambertz Aachen | Erfurter TC Rot-Weiß    | 4:2     | 08:6  | 061:51 |
| So., 18. Juli, 11:00 Uhr   | Rochusclub Düsseldorf   | TC Blau-Weiß Halle      | 4:2     | 08:4  | 063:50 |
| So., 18. Juli, 11:00 Uhr   | TC Blau-Weiß Neuss      | TC Amberg am Schanzl    | 5:1     | 011:3 | 065:36 |
| So., 18. Juli, 11:00 Uhr   | 1. FC Nürnberg          | HTC Blau-Weiß Krefeld   | 5:1     | 010:4 | 068:52 |
| Fr., 23. Juli, 13:00 Uhr   | TC Blau-Weiß Halle      | Erfurter TC Rot-Weiß    | 3:3     | 07:6  | 063:62 |
| Fr., 23. Juli, 13:00 Uhr   | 1. FC Nürnberg          | Rochusclub Düsseldorf   | 4:2     | 08:6  | 060:60 |
| Fr., 23. Juli, 13:00 Uhr   | Kurhaus Lambertz Aachen | TK Grün-Weiss Mannheim  | 2:4     | 05:9  | 059:62 |
| Fr., 23. Juli, 13:00 Uhr   | TC Amberg am Schanzl    | HTC Blau-Weiß Krefeld   | 5:1     | 010:3 | 070:51 |
| So., 25. Juli, 11:00 Uhr   | 1. FC Nürnberg          | TK Grün-Weiss Mannheim  | 1:5     | 02:11 | 043:76 |
| So., 25. Juli, 11:00 Uhr   | HTC Blau-Weiß Krefeld   | TC Blau-Weiß Halle      | 0:6     | 04:12 | 057:69 |
| So., 25. Juli, 11:00 Uhr   | Erfurter TC Rot-Weiß    | TC Blau-Weiß Neuss      | 3:3     | 06:7  | 059:56 |
| So., 25. Juli, 11:00 Uhr   | Rochusclub Düsseldorf   | Kurhaus Lambertz Aachen | 4:2     | 08:5  | 056:44 |
| So., 1. August, 11:00 Uhr  | TK Grün-Weiss Mannheim  | Rochusclub Düsseldorf   | 4:2     | 08:6  | 058:63 |
| So., 1. August, 11:00 Uhr  | TC Blau-Weiß Neuss      | Kurhaus Lambertz Aachen | 2:4     | 06:9  | 051:62 |
| So., 1. August, 11:00 Uhr  | TC Amberg am Schanzl    | 1. FC Nürnberg          | 4:2     | 09:6  | 060:52 |
| So., 1. August, 11:00 Uhr  | Erfurter TC Rot-Weiß    | HTC Blau-Weiß Krefeld   | 4:2     | 010:5 | 068:52 |
| So., 8. August, 11:00 Uhr  | HTC Blau-Weiß Krefeld   | TK Grün-Weiss Mannheim  | 1:5     | 02:10 | 028:61 |
| So., 8. August, 11:00 Uhr  | Kurhaus Lambertz Aachen | TC Blau-Weiß Halle      | 1:5     | 05:10 | 055:63 |
| So., 8. August, 11:00 Uhr  | TC Amberg am Schanzl    | Erfurter TC Rot-Weiß    | 1:5     | 03:10 | 045:70 |
| So., 8. August, 11:00 Uhr  | TC Blau-Weiß Neuss      | Rochusclub Düsseldorf   | 5:1     | 010:6 | 060:52 |
| So., 15. August, 11:00 Uhr | TK Grün-Weiss Mannheim  | TC Blau-Weiß Neuss      | 4:2     | 09:5  | 068:55 |
| So., 15. August, 11:00 Uhr | TC Blau-Weiß Halle      | TC Amberg am Schanzl    | 5:1     | 011:3 | 073:46 |
| So., 15. August, 11:00 Uhr | Rochusclub Düsseldorf   | HTC Blau-Weiß Krefeld   | 6:0     | 012:1 | 071:34 |
| So., 15. August, 11:00 Uhr | Kurhaus Lambertz Aachen | 1. FC Nürnberg          | 6:0     | 012:1 | 072:40 |